# غناء حوريات البحر (رواية)
غناء حوريات البحر ( 1995) هي رواية جريمة للمؤلّفة الاسكتلندية فال ماكديرميد.  في البداية يظهر بطل الرّواية المتكرر، دكتور توني هيل،  عُدل في الحلقة التّجريبية من المسلسل التلفزيوني ITV1 استنادًا إلى عمل ماكديرميد، سلك في الدم، بطولة روبسون جرين وهيرميون نوريس.
العنوان هو جزء من السّطر الخامس من قصيدة أغنيّة لجون دون، والّتي أشير إليها في قصيدة كتبها تي إس إليوت، أغنية حب جي ألفريد بروفروك.

## ملخص
في مدينة برادفيلد الإنجليزيّة الخياليّة، يتم اختطاف الرّجال وتعذيبهم حتّى الموت باستخدام تقنيات وحشية من العصور الوسطى. ويُعثر على الجثث في المناطق الّتي يرتادها الرّجال والنّساء المثليين. تقوم الشّرطة على مضض بتجنيد محلل إجرامي، الدكتور توني هيل. ينضم إلى المحقق المفتش كارول جوردان، الّذي يطوّر تجاهه مشاعر رومانسيّة معقدة. يواجه الدكتور توني هيل مشاكل خاصة به، بما في ذلك امرأة غامضة تدعى أنجليكا والّتي تتصل به كثيرًا لممارسة الجنس عبر الهاتف. مع تزايد مشاركة توني في التّحقيق، أصبح من الواضح أنّ القاتل يبحث عن توني ليكون الضّحية التالية. اكتشفوا أنّ القاتل هو المتّصل المجهول أنجليكا، وهي امرأة متحولة جنسياً تقتل الرّجال الّذين لا يردون لها المشاعر. عندما يتم اختطافها، تكتشف توني نقطة ضعفها (رغبتها في أن تكون محبوبة) وتستخدمها لتجنب التعرض للتعذيب والقتل.

## المواضيع الرئيسية
كتبت ماكديرميد غناء حوريات البحر ردًّا على موضوعات كراهية النساء الّتي رأت ظهورها في الخيال البوليسي. وفقا لماكديرميد.
أنجليكا، القاتل المتحوّل جنسيًّا في غناء حوريات البحر، قصد ماكديرميد أن يكون بمثابة تخريب لهذا النّمط الجنساني والتّعليق عليه؛ من خلال أوصافها الرّسومية لما يسميه وينتر إليوت "العنف المعروض على أجساد الذّكور، والأجساد المفتوحة والمعروضة للقارئ"، تعكس ماكديرميد الأنماط الشّائعة في روايات الجريمة المتمثّلة في تجسيد أجساد الأنثى. 
تصف كيت واتسون غناء حوريات البحر بأنه "داخل وضد المفهوم السّابق وتقاليد خيال الجريمة،"و"يتحدى السّرد التّقليدي الكبير لخيال الجريمة الذي يعرف الذكر بالقاتل والأنثى كضحيّة". تقول ميغان فريمان إنّ الكتاب يعمل "على التّحدث عن الصمت الّذي يعد بُعدًا مهمًا لانتهاك ضحيّة الاغتصاب دون التّحدث نيابة عن تلك الضّحية" و"تمثيل العمليّات الّتي يتمّ من خلالها حرمان ضحايا الاغتصاب من فرصة الاعتراف بهم". كضحايا."
بالإضافة إلى المواضيع النّسوية، يشارك غناء حوريات البحر أيضًا في استكشاف التّنميط النّفسي كطريقة بوليسيّة. انتقدت إيزابيل سانتاولاريا الرّواية لأنّها، بفعلها هذا، "تؤيّد في النّهاية الوضع الرّاهن وأجهزة الدّولة التي تنظمه وتضمن الحفاظ عليه". 

## الاستقبال والجوائز
حصلت الأغنية على جائزة جولد داغر من رابطة كتاب الجريمة لأفضل رواية جريمة لهذا العام.
بينما أشاد بعض النّقاد بغناء حوريات البحر لنسويّتها وتخريبها لنوع الجريمة، انتقد آخرون، مثل جي سي بيرنثال، "الصّور النّمطية الضّارة للغاية" حول النساء المتحولات جنسيًا.